# Florence Robine
Florence Robine (née le 12 août 1959) est une diplomate française.
Nommée ambassadrice de France en Bulgarie le 5 septembre 2019, elle est ambassadrice de France en Norvège depuis le 26 septembre 2022.
Elle a également été directrice générale de l'enseignement scolaire de 2014 à 2017 puis rectrice de l'académie de Nancy-Metz de 2017 à 2019.

## Biographie
Ancienne élève de l'École normale supérieure de Cachan (promotion 1979, parcours Physique), elle est agrégée de sciences physiques et docteure en épistémologie et histoire des sciences exactes. 
Elle enseigne en classes préparatoires aux grandes écoles de 1984 à 2004 avant de devenir inspectrice générale de l'éducation nationale.
Rectrice à partir de 2009, successivement en Guyane, à Rouen et à Créteil, elle est nommée par Benoît Hamon directrice générale de l'enseignement scolaire en 2014 et alors considérée comme la « no 2 » du ministère,. À ce titre, elle pilote notamment la réforme du collège mise en place pendant le ministère de Najat Vallaud-Belkacem. Elle redevient rectrice en 2017 (académie de Nancy-Metz) avant d'être nommée ambassadrice de France en Bulgarie en 2019.
Le 26 novembre 2022, elle est nommée ambassadrice de France en Norvège.

## Distinctions
- Chevalière de la Légion d'honneur (2013)
- Officière de l'ordre national du Mérite (2019)
- Commandeure de l'ordre des Palmes académiques de droit en tant que rectrice d'Académie
- Chevalière de l'ordre des Arts et des Lettres